# Inga golfodulcensis
Inga golfodulcensis ist eine Baumart aus der Unterfamilie der Mimosengewächse (Mimosoideae). Sie ist in Costa Rica beheimatet.

## Beschreibung
Inga golfodulcensis ist ein kleiner Baum mit kahlen, schwach korkwarzigen Zweigen. Die kahlen Blätter sind dreifach paarig gefiedert, die Blättchen elliptisch. Das äußerste Blättchenpaar ist 11 bis 19 Zentimeter lang und 3,5 bis 6,8 Zentimeter breit, das innerste 8,5 bis 14,5 Zentimeter lang und 2,7 bis 5,2 Zentimeter breit.
Die Blattrhachis ist 5 bis 10 Zentimeter lang, im Querschnitt zylindrisch, also ungeflügelt. Zwischen jedem Blättchenpaar finden sich Drüsen. Die Nebenblätter sind 1 Millimeter lang und hinfällig.
Die Blütenstände entspringen den Achseln unausgebildeter Blätter und stehen in Gruppen, es sind dichte Ähren. Der Schaft ist 1,2 bis 1,5 Zentimeter lang, die Rhachis 4 bis 5 Millimeter. Die flachen Früchte sind spiralförmig verdreht, haben einen Durchmesser von rund 7 Zentimeter und mit weißen, schuppigen Haaren besetzt.

## Verbreitung
Inga golfodulcensis ist endemisch auf der Halbinsel Osa in Costa Rica.

## Systematik und Botanische Geschichte
Die Art wurde 1991 von Nelson A. Zamora erstbeschrieben, das Epitheton verweist auf ihre Herkunft in der Golfo-Dulce-Region.

## Nachweise
- Anton Weber, Werner Huber, Anton Weissenhofer, Nelson Zamora, Georg Zimmermann: An Introductory Field Guide To The Flowering Plants Of The Golfo Dulce Rain Forests Costa Rica. In: Stapfia. Band 78, Linz 2001, S. 278, ISSN 0252-192X / ISBN 3-85474-072-7, zobodat.at [PDF]